# Barsberge

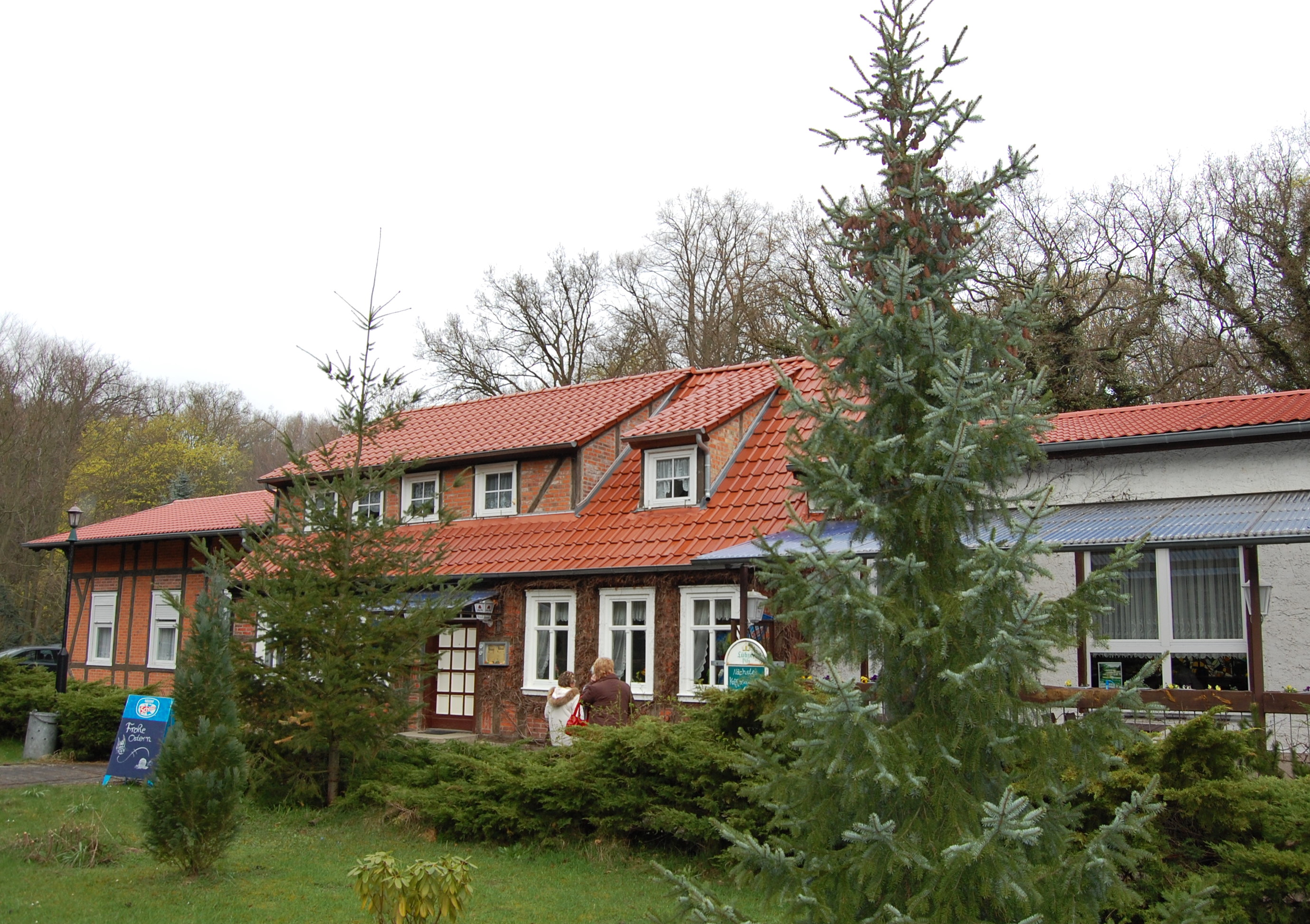
Das Forsthaus Barsberge

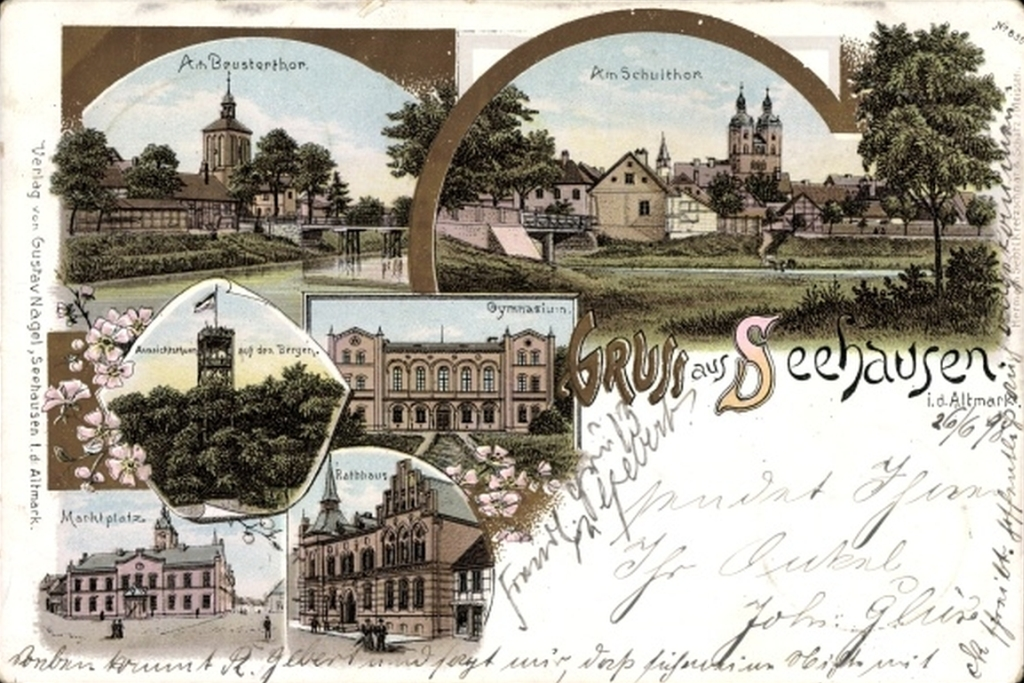
Ansichtskarte, auf der auch der Aussichtsturm zu sehen ist

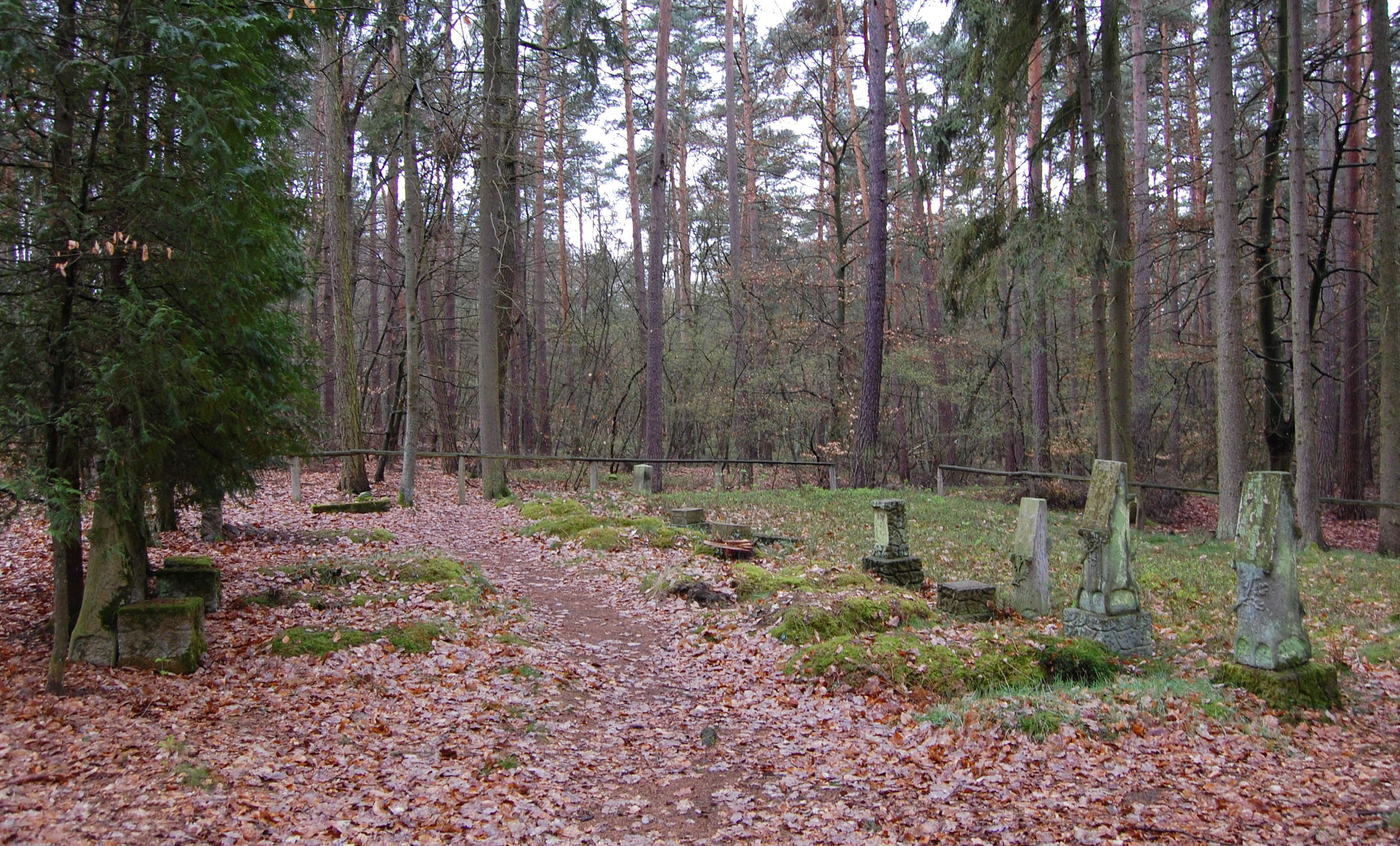
Der Försterfriedhof

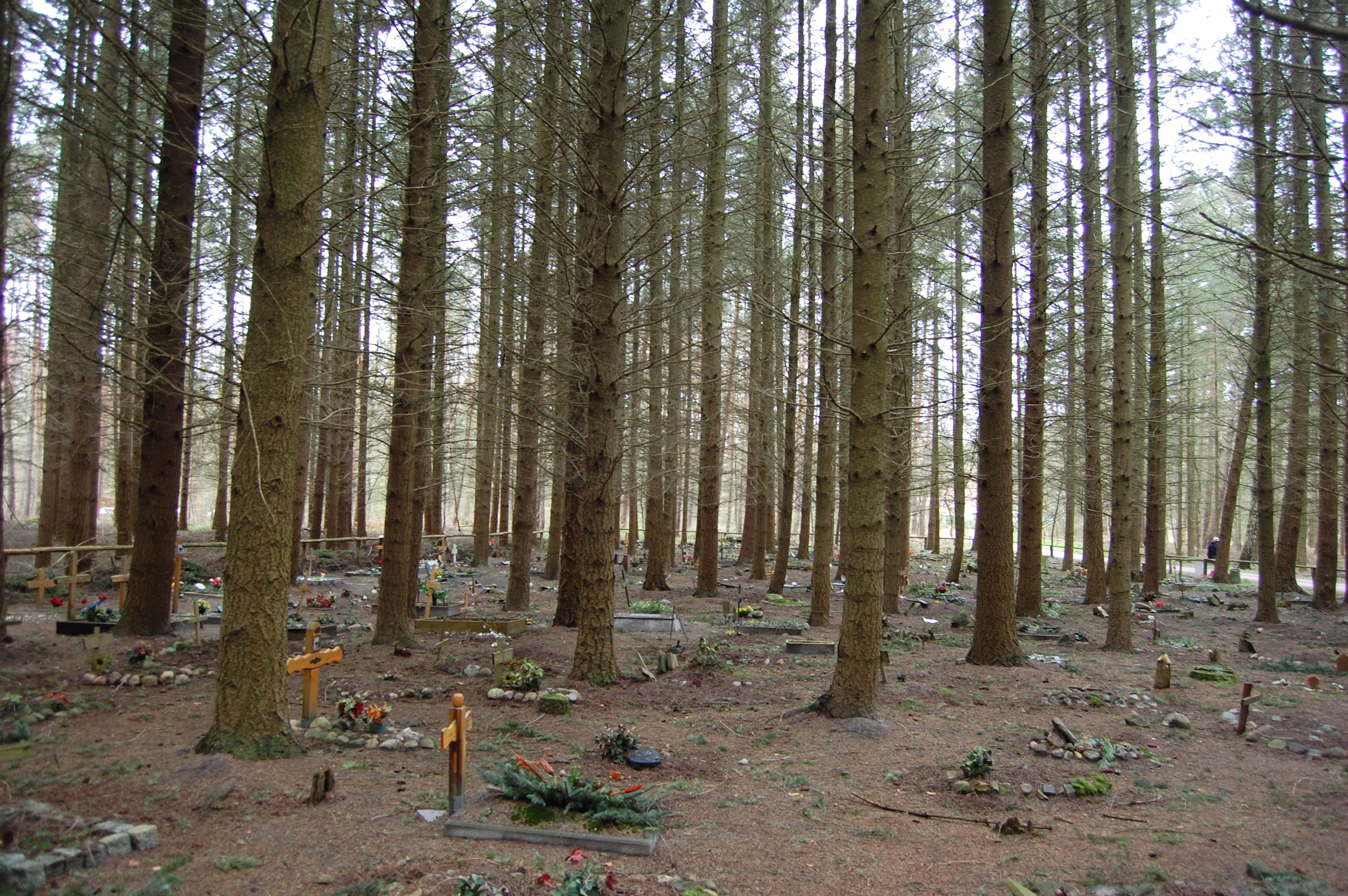
Der Hundefriedhof

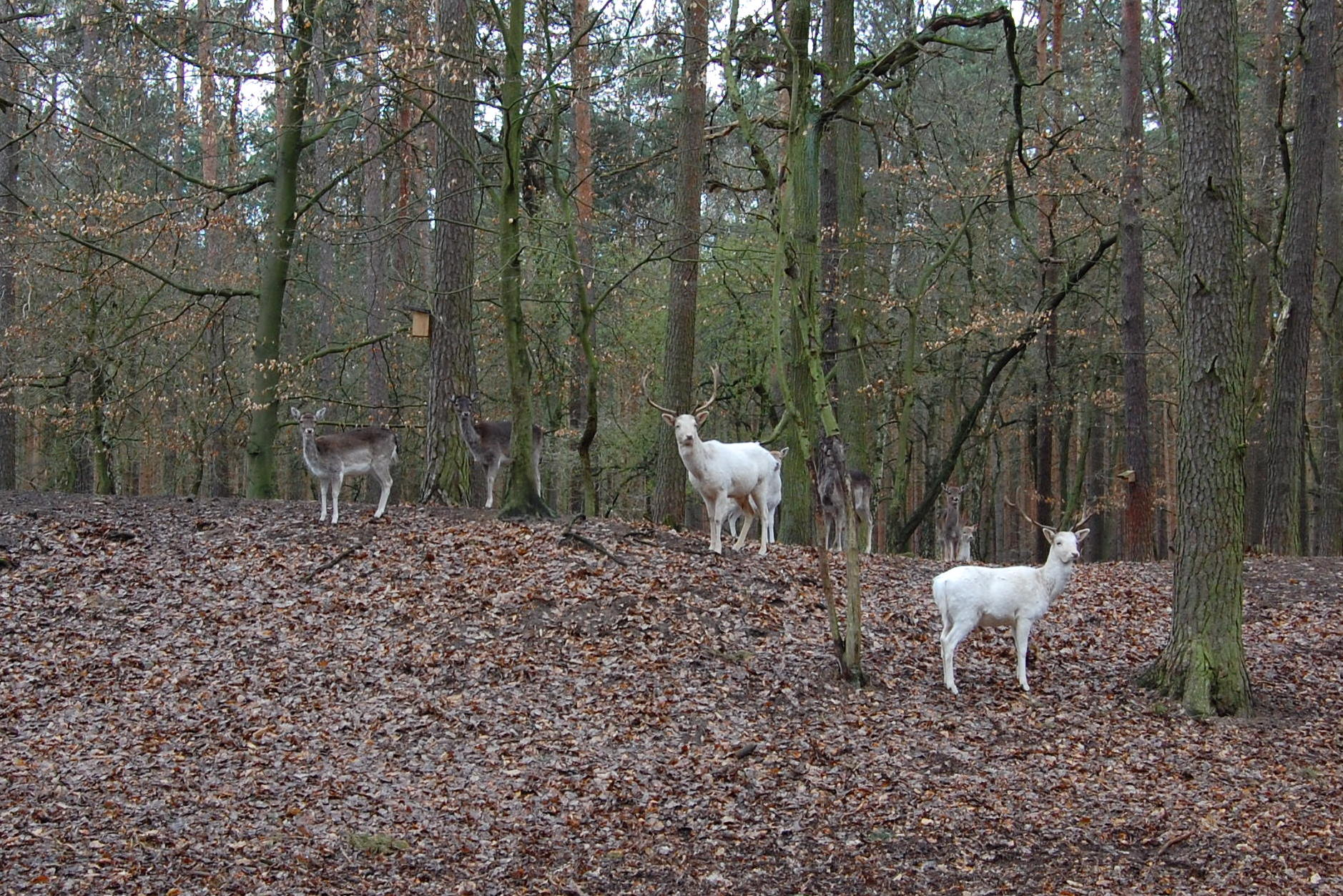
Wildgehege, April 2012

Barsberge ist ein Waldgebiet mit gleichnamigem Forsthaus und ein Wohnplatz der Stadt Seehausen (Altmark) in der Altmark in Sachsen-Anhalt.

## Lage
Der Wohnplatz, amtlich Baarsberge genannt, liegt etwa 4 Kilometer südwestlich der Stadt Seehausen auf 55 Meter über NHN. Ein von Seehausen in Richtung Barsberge führender Wanderweg überquert einen Hügel namens Chimborazo. Der Weg ist hauptsächlich von Kiefern bewachsen. Beim Aufstieg zum Forsthaus Barsberge kommt man durch einen Laubmischwald mit Eichen und Buchen.

## Geschichte
Im Jahre 1789 bestand die Holzwärterey Baarsberge aus einem Haus mit einer Feuerstelle. 1804 gehörten die Holzwärterei Barsberge oder Barsewischer Berge den von Barsewisch in Scharpenlohe. Später erfolgte die Verwaltung des Gebiets von der Gemeinde Drüsedau aus. Der im Gebiet befindliche so genannte Weinberg gehörte ursprünglich dem Dominikanerkloster in Seehausen und wurde als Mönkewynberg bezeichnet. Am 27. Oktober 1860 erwarb die Stadt Seehausen die Barsewisch-Berge vom Rittergutsbesitzer von Barsewisch. 1889 wurde Baarsberge nach Seehausen eingemeindet.

## Forsthaus und Förster
Das Forsthaus Barsberge, das auf einer Höhe von etwa 59 Metern über der Meereshöhe liegt, wurde gegen Ende des 19. Jahrhunderts in Fachwerkbauweise errichtet und dient seit 1899 als Ausflugslokal. Im Jahr 1900 wurde es um einen Saalanbau erweitert, der der Bewirtung von Gästen diente. Der ebenfalls als Fachwerkbau gebaute Saal war in seiner architektonischen Gestaltung auf das Forsthaus abgestimmt. Es stand inmitten einer kleinen Parkanlage, die um die Fünf-Brüder-Eiche angelegt worden war.
In der Nähe des Forsthauses wurde ein Aussichtsturm errichtet, dessen Einweihung am 15. Juli 1894 stattfand. Er bot einen Überblick über die ganze Wischelandschaft, in die Prignitz und auf den Havelberger Dom.  Bei einem schweren Gewitter am 7. August 1898 gegen 23 Uhr fegte ein Gewittersturm über Barsberge hinweg, riss den Aussichtsturm aus seinem Fundament, so dass er umstürzte. Die letzten Gäste erlebten das Geschehen in der Gaststube des Lokales mit.:S. 135 Er sollte durch einen Bismarckturm anlässlich des 100. Geburtstags Otto von Bismarcks im Jahr 1915 ersetzt werden, was jedoch aus finanziellen Gründen nicht möglich war.
Von 1861 bis 1897 versah Revierförster Eduard Hahn seinen Dienst im Forsthaus Barsberge.:S. 110 Er erhielt im Jahr 1873 die Erlaubnis, einen Begräbnisplatz in der Nähe des Forsthauses anzulegen, den sogenannten Försterfriedhof. Hahn richtete für seine Familie und sich eine Familiengrabstelle neben einer Eiche, die er pflanzte, ein. Der Försterfriedhof diente auch späteren Bewohner von Barsberge noch als letzte Ruhestätte.:S. 147
1897 pachtete der Konditor Albrecht das Forsthaus und errichtete 1898 darin eine Schankwirtschaft.:S. 108

## Forsthaus ab 1905
Im Jahre 1905, einige Jahre nach dem Tode Hahns, übernahm Forstaufseher Nowathy das Revier. Als Mitglied des Verschönerungsvereins schuf er mehrere kleine Sehenswürdigkeiten in der näheren Umgebung, so die Hubertusquelle, die Hexentreppe und 12-Linden. Auch wurden die Wanderwege befestigt und ausgeschildert. Im Jahre 1906 übernahm Förster Nowradi (oder Nowraty) mit seiner Frau die Schankwirtschaft. Im Jahr 1937 wurde das Forsthaus an die Stromversorgung angeschlossen. Elektrische Beleuchtung löste die bis dahin noch gebräuchlichen Petroleumlampen ab.:S. 108, 158, 210
Im Jahre 1962 wurde die Gaststätte „Forsthaus Barsberge“ den Handwerkern des Kreises Seehausen als NAW-Objekt übergeben. Seehäuser Handwerker waren maßgeblich an dessen Renovierung beteiligt. Am 31. Mai 1963 wurde die Gaststätte eröffnet. 1965 riss man einen Stall und die alte Scheune ab. An dieser Stelle entstand zwecks Kapazitätserweiterung der Gaststätte ein großer Saalanbau mitsamt überdachter Terrasse.:S. 263f. Anfang der 1970er Jahre wurde ein Jagdzentrum eingerichtet. Nachdem die Gaststätte über mehrere Jahre leergestanden hatte, wurde sie 1996 von der Familie Marquardt wiedereröffnet. Im Jahr 2000 erfolgte mittels eines ABM-Projekts die Anlage eines Damwildgeheges. Das Gatter hat eine Fläche von 1, 7 Hektar und wird von einem etwa 850 Meter langen und 2,20 Meter hohen Zaun umgrenzt. Der erste Spießer wurde von August Becker gestiftet und erhielt den Namen Hirsch August. Hinzu kamen zunächst vier Damhirschkühe. Seit 2010 leben zwei weiße Damhirsche im Gehege.
Seit 2019 haben die Gaststätte die Gastronomen Cerry und Christian Meyer gepachtet.

## Hundefriedhof und Goldfischteich
Außer dem Försterfriedhof befindet sich auf Barsberge auch noch der Hundefriedhof Barsberge, den ebenfalls Förster Hahn initiierte. Er bestattete seinen treuen Hund Nimroth im Wald. Möglicherweise ist der Hundefriedhof Barsberge, auf dem inzwischen zahlreiche weitere Tiere begraben wurden, der älteste erhaltene Hundefriedhof überhaupt.
Nimroth hatte seinen Herrn bei schlechter Sicht aus der sumpfigen Gegend um den Goldfischteich geführt. Diesen Goldfischteich hatte der örtliche Verschönerungsverein 1870 auf dem Kaiserplatz bei Seehausen angelegt. 150 verschiedene Straucharten waren um den Teich, der am Weg nach Barsberge lag, gepflanzt worden. Im Jahr 1909 gab es ein Hochwasser, das den Kaiserplatz überschwemmte; zahlreiche Goldfische waren danach verschwunden. 1939 wurde der Goldfischteich zugeschüttet. Die Kaisereiche und ein Gedenkstein aus dem Jahr 1871 sind vom Kaiserplatz erhalten geblieben.

## Sängergrund Barsberge
Am 21. Juni 1961 fand ein Sängertreffen im „Sängergrund“ auf Barsberge mit Chören aus Bad Wilsnack, Jeetze, Brunau, Lenzen, Arendsee und Werben sowie dem Männerchor Seehausen, der Joseph-Haydn-Singegruppe und dem Chor der Winckelmann-Oberschule statt. In den Jahren 1997 und 1998 wurde die Tradition wieder aufgenommen und es gab wieder Sängertreffen der heimischen Chöre mit Gastchören. Seit 1997 treffen sich jährlich die Jagdhornbläser auf Barsberge, 1999 und 2000 waren sie im Sängergrund.:S. 261, 300

### Einwohnerentwicklung
| Jahr | Einwohner |
| ---- | --------- |
| 1789 | 5         |
| 1798 | 3         |
| 1801 | 2         |
| 1818 | 4         |

| Jahr | Einwohner |
| ---- | --------- |
| 1871 | 17        |
| 1885 | 09        |
| 1895 | 04        |
| 1905 | 08        |

Quelle bis 1905:

## Religion
Die evangelischen Christen aus Barsberge waren in die Kirchengemeinde Drüsedau eingepfarrt. Drüsedau war bis 1976 eine Filiale zur Pfarrei Losse, ab 1976 zur Pfarrei Bretsch und gehört jetzt zum Pfarrbereich Seehausen des Kirchenkreises Stendal im Propstsprengel Stendal-Magdeburg der Evangelischen Kirche in Mitteldeutschland.